# Cash or Trash
Cash or Trash is een Nederlands televisieprogramma dat werd uitgezonden door SBS6 en gebaseerd is op het Duitse programma Bares für Rares. Tevens toont het gelijkenissen met het AVROTROS-programma Tussen Kunst & Kitsch. De presentatie van het programma was in handen van Martien Meiland.
Vanaf februari 2020 werd het eerste seizoen van het programma ook uitgezonden in België op Play5.

## Format
Presentator Martien Meiland ontvangt in het programma diverse kandidaten met bijzondere objecten, die zij ter verkoop aan willen bieden. Voordat de kandidaten gaan onderhandelen, gaan ze samen met Meiland langs bij een taxateur. In het programma zijn drie verschillende taxateurs  aanwezig, die allen in een andere sector bekend zijn. Bij de taxateur wordt duidelijk hoe de mensen aan het object zijn gekomen, wat voor waarde het voor hen heeft gehad en wat voor bedrag ze er verwachten voor te krijgen. Vervolgens geeft de taxateur zijn geschatte waarde aan.
Hierna vertrekt de kandidaat met het object naar de vijf handelaars om hen vervolgens een korte introductie hierover te geven, als de handelaars interesse hebben in het object mogen ze beginnen met bieden. De kandidaat mag vervolgens zelf kiezen of deze ingaat op een van de biedingen, of dat deze het object weer mee naar huis neemt, omdat deze niet tevreden is met de biedingen. Het is niet vanzelfsprekend dat de kandidaat voor het hoogste bod moet gaan. Er mag voor een lagere biedingen gekozen worden, als er een betere klik is met de handelaar.

## Cast

### Taxateurs
- Emiel Geurts (2019)
- Elise Trommelen (2019-2020)
- Pieter-Gerrit Binkhorst (2019-2020)
- Gijs Essink (2020)
- Mark Haasnoot (2020)

### Handelaars
- Barbara Jongsma (2019)
- Reinier Brummelkamp (2019-2020)
- Jos van Katwijk (2019-2020)
- Mark Opmeer (2019-2020)
- Jeroen Speksnijder (2019-2020)
- Rianne Lunenborg (2020)

## Seizoensoverzicht
| Seizoen | Uitzendtijden              | Aantal afleveringen | Start seizoen   | Start seizoen | Einde seizoen   | Einde seizoen | Gemiddelde kijkcijfers |
| Seizoen | Uitzendtijden              | Aantal afleveringen | Datum           | Kijkcijfers   | Datum           | Kijkcijfers   | Gemiddelde kijkcijfers |
| ------- | -------------------------- | ------------------- | --------------- | ------------- | --------------- | ------------- | ---------------------- |
| 1       | Woensdag 21:30 – 22:30 uur | 7                   | 23 oktober 2019 | 751.000       | 4 december 2019 | 578.000       | 603.000                |
| 2       | Dinsdag 20:30 – 21:30 uur  | 7                   | 3 maart 2020    | 530.000       | 14 april 2020   | 722.000       | 663.429                |

## Achtergrond

### Ontstaan
Nadat SBS6 succes had met de realityserie Chateau Meiland, met Martien Meiland in de hoofdrol, werd op 7 augustus 2019 bekendgemaakt dat de zender bezig zou zijn met het ontwikkelen van een televisieprogramma dat gepresenteerd zal gaan worden door Meiland. Een aantal dagen later, op 17 augustus 2019, werd het nieuws pas officieel door SBS6 bevestigt en werd naar buiten gebracht dat het om het programma Cash or Trash ging. Tevens werd bekendgemaakt hoe het format van het programma te werk zal gaan. Meiland maakte met dit programma zijn presentatiedebuut op de Nederlandse televisie. Tijdens het programma werd op verzoek van Meiland geen gebruik gemaakt van autocue en blaadjes met tekst. Hij wilde geen hulpmiddelen zodat hij volledig zichzelf kan zijn.

### Waardering
De eerste aflevering van het programma werd uitgezonden op woensdag 23 oktober 2019 en werd met gemengde gevoelens ontvangen. Desondanks werd de eerste aflevering door maar liefst 751.000 mensen bekeken. Hiermee sloot het de top tien af van best bekeken programma's van die dag en versloeg het tevens de concurrent op RTL 4. De tweede aflevering werd door 584.000 kijkers bekeken en scoorde lager dan de eerste aflevering. De zevende en tevens laatste aflevering van het seizoen werd uitgezonden op 4 december 2019 en werd door 578.000 kijkers bekeken.
Op 3 maart 2020 keerde het programma in Nederland terug voor een tweede seizoen, ditmaal werd het uitgezonden op de dinsdagavond in plaats van de woensdagavond.
Dankzij dit programma werd Meiland in 2020 uitgeroepen tot Televizier-Ster Talent op het Gouden Televizier-Ring Gala 2020.